# Phyllonorycter malicola
Phyllonorycter malicola là một loài bướm đêm thuộc họ Gracillariidae. Nó được tìm thấy ở vùng Viễn Đông Nga.
Ấu trùng ăn Malus mandshurica. Chúng có thể ăn lá nơi chúng làm tổ.